# Bram Stoker
Abraham 'Bram' Stoker (8 tháng 11 năm 1847 – 20 tháng 4 năm 1912) là một nhà văn người Ireland, tác giả của cuốn tiểu thuyết Gothic kinh dị Dracula. Đương thời, ông được biết đến nhiều hơn với tư cách là trợ lý cá nhân của Sir Henry Irving và quản lý của Sân khấu Lyceum ở West End, mà Irving sở hữu.
Bân đầu, Stoker là một nhà phê bình sân khấu của một tờ báo Ireland, và viết truyền cũng như là các bài bình luận. Ông cũng thích du lịch, đặc biệt là tới Vịnh Cruden ở Scotland, bối cảnh của hai cuốn tiểu thuyết của ông. Trong một chuyến đi thăm tới thị trấn ven biển Whitby, Stoker đã có cảm hứng để viết Dracula. Ông mất vào ngày 20 tháng 4 năm 1912 do mất điều hoà vận động và được hỏa táng ở phía bắc Luân Đôn. Kể từ khi qua đời, kiệt tác Dracula đã trở thành một trong những tác phẩm nổi tiếng nhất của nền văn học Anh, và cuốn tiểu thuyết đã được chuyển thể thành nhiều bộ phim, truyện ngắn và vở kịch.

## Đầu đời
Stoker sinh ngày 8 tháng 11 năm 1847 tại 15 Marino Crescent, Clontarf, ở phía bắc Dublin, Ireland. Công viên cạnh căn nhà giờ đây được đổi tên thành Công viên Bram Stoker. Cha mẹ ông là Abraham Stoker (1799–1876) đến từ Dublin và Charlotte Mathilda Blake Thornley (1818–1901), người lớn lên ở Hạt Sligo. Stoker là con thứ ba trong bảy người con, và người con cả là Sir Thornley Stoker, Tòng nam tước thứ nhất Abraham và Charlotte là thành viên của Giáo xứ Clontarf thuộc Giáo hội Ireland và đến nhà thờ giáo xứ cùng với các con, những người được rửa tội tại đây. Abraham là một quan chức công vụ cấp cao.
Stoker đã phải nằm liệt giường do một căn bệnh không rõ cho tới khi bắt đầu đi học năm 7 tuổi, khi ông hoàn toàn khỏi bệnh. Ông theo học tại trường Bective House điều hành bởi Mục sư (William Woods).
Sau khi khỏi bệnh, ông lớn lên mà không có căn bệnh nào trầm trọng hơn, và còn trở thành một vận động viên xuất sắc tại Đại học Trinity, Dublin, mà ông theo học từ năm 1864 tới 1870. Ông tốt nghiệp với bằng Cử nhân Nghệ thuật vào năm 1870, và nhận bằng Thạc sĩ Nghệ thuật vào năm 1875. Ông được gọi là "University Athlete", tham gia nhiều môn thể thao, ba gồm chơi rugby cho Đại học Dublin. Ông làm kiểm toán viên cho Hội Lịch sử Đại học và chủ tịch của Hội Triết học Đại học (cho tới hiện nay, ông là sinh viên duy nhất giữ cả hai chức vị này).

## Sự nghiệp ban đầu

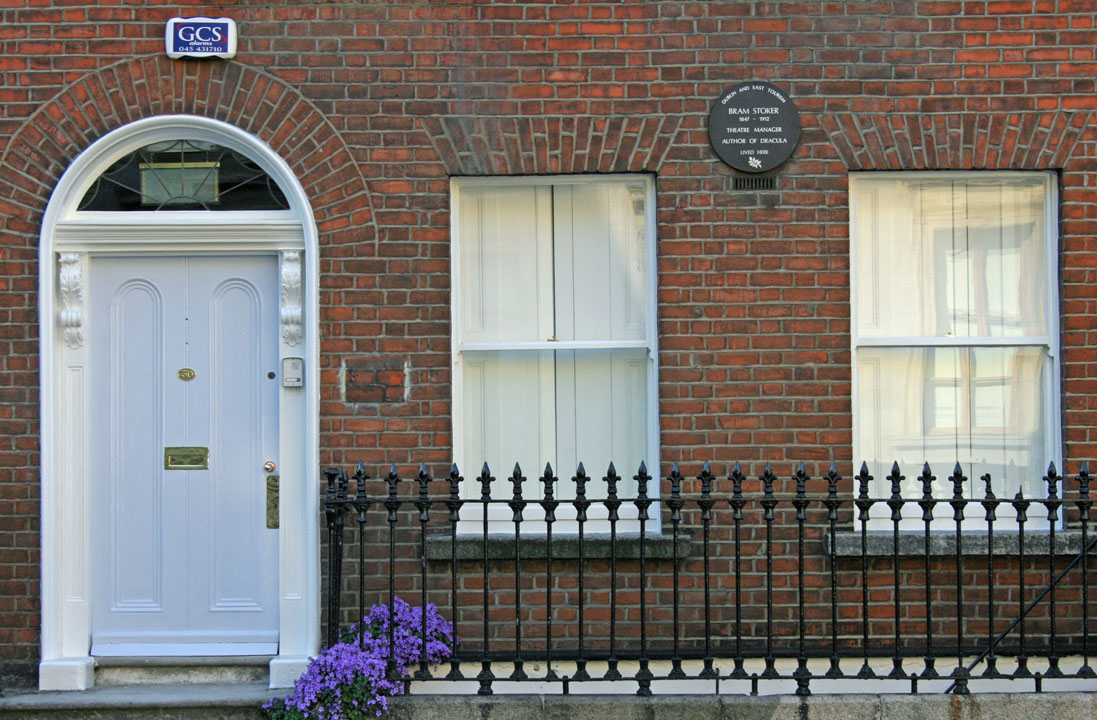
Căn nhà cũ của Bram Stoker với tấm bảng tưởng niệm trên Đường Kildare, Dublin

Stoker bắt đầu quan tâm tới sân khấu khi còn là một sinh viên. Khi còn làm việc cho Công vụ Ireland, ông trở thành nhà phê bình sân khấu cho tờ Dublin Evening Mail mà Sheridan Le Fanu, một tác giả Gothic đồng sở hữu. Các nhà phê bình sân khấu thời đó không được coi trọng lắm, những Stoker gây được sự chú ý nhờ chất lượng các bài phê bình. Vào tháng 12 năm 1876, ông đã viết một bài phê bình khen ngợi vở kịch Hamlet của Henry Irving ở Sân khấu Hoàng gia ở Dublin. Irving mời Stoker tới dự bữa tối ở Khách sạn Shelbourne và họ trở thành bạn bè. Trong thời gian này, Stoker cũng viết truyện, và "Cốc Pha lê" đã được xuất bản vào năm 1872 bởi Hội Luân Đôn, nối tiếp bởi "Chuỗi định mệnh". Vào năm 1876, khi còn là một quan chức công vụ ở Dublin, Stoker đã viết tác phẩm phi hư cấu The Duties of Clerks of Petty Sessions in Ireland (xuất bản năm 1879).

## Tưởng niệm

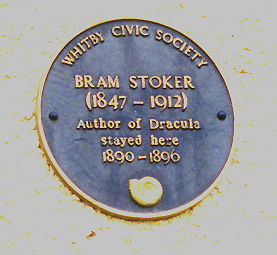
Tấm bảng tưởng niệm Bram Stoker, Whitby, Anh (2002).

## Tác phẩm

### Tiểu thuyết
- The Primose Path  (1875)
- The Snake's Pass (1890)
- The Watter's Mou'  (1895)
- Bờ vai của Shasta (The Shoulder of Shasta1895)
- Dracula (1897)
- Cô Betty (Miss Betty, 1898)
- Bí ẩn của biển cả (The Mystery of the Sea, 1902)
- The Jewel of Seven Stars (1903)
- Người đàn ông (The Man, 1905)
- Phu nhân Athlyne (1908)
- The Lady of the Shroud (1909)
- The Lair of the White Worm (1911)

### Tuyển tập truyện ngắn
- Under the Sunset (1881), bao gồm tám câu chuyện cổ tích cho trẻ em
- Snowbound: The Record of a Theatrical Touring Party (1908)
- Vị khách của Dracula (Dracula's Guest, 1914), xuất bản bởi Florence Stoker sau khi Bram Stoker chét

### Truyện (không có tuyển tập)
- "Cô dâu cái chết" (cái kết khác cho The Jewel of Seven Stars)
- "Kho báu chôn vùi"
- "Chuỗi định mệnh"
- "Cốc pha lê"
- "The Dualitists; or, The Death Doom of the Double Born"
- "Lord Castleton Explains" (chapter 10 of The Fate of Fenella)
- "The Gombeen Man" (chapter 3 of The Snake's Pass)
- "In the Valley of the Shadow"
- "Người đàn ông từ Shorrox"
- "Truyện nửa đêm"
- "The Red Stockade"
- "The Seer" (chương 1 và 2 của Bí ẩn của biển cả)

### Phi hư cấu
- The Duties of Clerks of Petty Sessions in Ireland (1879)
- A Glimpse of America (1886)
- Personal Reminiscences of Henry Irving (1906)
- Famous Impostors (1910)